# Liutao (sockenhuvudort i Kina, Jiangsu Sheng, lat 34,11, long 119,79)
Liutao är en sockenhuvudort i Kina. Den ligger i provinsen Jiangsu, i den östra delen av landet, omkring 250 kilometer norr om provinshuvudstaden Nanjing. Antalet invånare är 25 206. Befolkningen består av 12 581 kvinnor och 12 625 män. Barn under 15 år utgör 21,0 %, vuxna 15-64 år 68 %, och äldre över 65 år 10,0 %.
Runt Liutao är det tätbefolkat, med 636 invånare per kvadratkilometer. Närmaste större samhälle är Dongkan, 13,0 km söder om Liutao. Trakten runt Liutao består till största delen av jordbruksmark.
Genomsnittlig årsnederbörd är 1 055 millimeter. Den regnigaste månaden är juli, med i genomsnitt 294 mm nederbörd, och den torraste är januari, med 14 mm nederbörd.